# Maximum Chase
Maximum Chase est un jeu vidéo d'action et de course développé par Genki et édité par Microsoft Game Studios, sorti en 2002 sur Xbox.

## Accueil
- GameSpot : 6/10[1]